# Дубовый Гай (Запорожская область)
Дубовый Гай (укр. Дубовий Гай) — село,
Подгорненский сельский совет,
Новониколаевский район,
Запорожская область,
Украина.
Код КОАТУУ — 2323684002. Население по переписи 2001 года составляло 89 человек.

## Географическое положение
Село Дубовый Гай находится на расстоянии в 2 км от села Петропавловка.
По селу протекает пересыхающий ручей с запрудой.
Рядом проходит автомобильная дорога Н-15.

## Происхождение названия
На территории Украины 4 населённых пункта с названием Дубовый Гай.